# Loi confortant le respect des principes de la République
Lire en ligne

Texte sur Légifrance

La loi du 24 août 2021 confortant le respect des principes de la République dite aussi « loi contre le séparatisme » est un texte législatif français présenté sous le gouvernement de Jean Castex. Parmi ses principales mesures, elle renforce les contrôles sur les associations cultuelles, et restreint l'instruction à domicile. La loi vise notamment « l'islam politique ».
La loi est portée par le ministre de l'intérieur Gérald Darmanin et la ministre déléguée Marlène Schiappa. Présentée au Conseil des ministres le 9 décembre 2020, elle est adoptée définitivement par le Parlement le 23 juillet 2021. Elle est validée, hormis deux points, par le Conseil constitutionnel. Elle est publiée au Journal officiel du 25 août 2021.
La loi séparatisme est saluée par plusieurs observateurs mais fait aussi l'objet de critiques par des défenseurs des libertés publiques, au motif d'une remise en cause des libertés de culte, d'association et d'enseignement.

## Historique
Le 26 juillet 2020, la ministre déléguée Marlène Schiappa annonce que le projet de loi contre les séparatismes sera présenté « à la rentrée, en septembre ou octobre » et visera notamment « l'islam politique ». L'idée de ce projet de loi est de cibler tout projet organisé en marge de la République et « contre la République ».
Le président de la République dévoile les grandes lignes de ce projet lors d'un discours aux Mureaux (Yvelines),, évoquant la construction d'un « islam des Lumières », progressiste et libéral,. L'intitulé de ce projet de loi est provisoire et varie lors de son avancée, le ministre de l'intérieur Gérald Darmanin avançant le 6 octobre la formulation « projet de loi visant à renforcer la laïcité et conforter les principes républicains ». Le projet de loi entend ainsi « faire respecter les obligations de neutralité aux organismes parapublics d'une part et aux organismes concessionnaires, délégataires et prestataires du service public d'autre part »; il prévoit d'« introduire une procédure de carence républicaine » donnant le pouvoir aux préfets de « suspendre les décisions ou actions d'une collectivité qui méconnaîtraient gravement la neutralité du service public » ; il renforcerait le contrôle des associations qui ne pourraient « tenir des discours qui soient contraires à la République » et proposerait un « contrat d'engagements pour le respect des valeurs de la République et des exigences minimales de la vie en société » dont l'acceptation serait une condition sine qua non pour recevoir les aides publiques, alors qu'« en cas d'atteinte à la dignité de la personne ou lorsque l'association se livre à des pressions psychologiques ou physiques sur les personnes » elle pourrait être suspendue de manière conservatoire puis dissoute ; il pénaliserait les documents attestant de la virginité d'une femme en prévoyant la condamnation du personnel de santé l'établissant et renforcerait « la réserve générale de polygamie pour la délivrance d'un titre de séjour » ; il renforcerait les « obligations d'investigations » en cas de présomption de mariage forcé ; il interdirait la scolarisation à domicile des enfants de plus de trois ans sauf pour des raisons médicales, et renforcerait le contrôle sur les écoles privées hors contrat notamment sur le contenu de leur enseignement, les parcours des personnels et les financements ; enfin, il inciterait au basculement vers la loi de 1905 des associations cultuelles dépendant de la loi de 1901 afin de favoriser la transparence sur leur financement.
Après l'assassinat de Samuel Paty, professeur d'histoire-géographie au collège de Conflans-Sainte-Honorine, le 16 octobre, le Gouvernement annonce un enrichissement des dispositions du projet de loi, avec une possible reprise des objectifs du projet de loi contre les contenus haineux sur internet de la députée Laetitia Avia précédemment censuré par le Conseil constitutionnel,. Un article crée « un délit de mise en danger de la vie d’autrui par diffusion d’informations relatives à la vie privée » qui rappelle le très controversé article 24 de la proposition de loi relative à la sécurité globale sur le floutage des images de policiers,,.
Le 7 décembre, le Conseil d'État donne son accord à la réforme envisagée par le gouvernement, mais avec quelques réserves. Le 9 décembre, le projet de loi est présenté en Conseil des ministres. Le Premier ministre, Jean Castex, expose également au journal Le Monde les arbitrages du projet de loi, qui vise à lutter contre « l’islamisme radical », tout en assurant éviter de faire d'amalgame avec les musulmans. Cette loi concernerait de manière plus générale « toute idéologie politique qui se dresserait contre les valeurs de la République ». Le projet de loi doit être discuté à l'Assemblée nationale en janvier 2021.
Le projet de loi est adopté en première lecture à l’Assemblée nationale le 16 février, par 347 voix pour, 151 voix contre et 65 abstentions. Il doit être examiné par le Sénat à partir du 30 mars.
Le Sénat adopte le 12 avril le projet de loi, durci et renommé « confortant le respect des principes de la République et de lutte contre le séparatisme », par 208 voix pour et 109 contre. Députés et sénateurs doivent désormais tenter de trouver un accord sur un texte commun en commission mixte paritaire (CMP).
La loi est adoptée le 23 juillet 2021,.

### Plan du projet de loi
Dans sa version transmise au Conseil d'État le projet de loi comporte 57 articles répartis selon le plan suivant, :
- Titre 1 : Garantir le respect des principes républicains
  - Chapitre 1 : Dispositions relatives au service public (articles 1 à 5)
  - Chapitre 2 : Dispositions relatives aux associations (articles 6 à 12)
  - Chapitre 3 : Dispositions relatives à la dignité de la personne humaine (articles 13 à 17)
  - Chapitre 4 : Dispositions relatives à l'éducation et aux sports (articles 18 à 24)
  - Chapitre 5 : Dispositions relatives à la lutte contre les discours de haine et les contenus illicites en ligne (articles 25 à 26)
  - Chapitre 6 : Dispositions relatives à la mixité sociale dans le logement (articles 27 à 28)
- Titre 2 : Garantir le libre exercice du culte
  - Chapitre 1 : Renforcer la transparence des conditions de l'exercice du culte
    - Section 1 : Associations cultuelles (articles 29 à 32)
    - Section 2 : Autres associations organisant l'exercice du culte (articles 33 à 35)

  - Chapitre 2 : Renforcer la préservation de l'ordre public
    - Section 1 : Contrôle du financement des cultes (articles 36 à 39)
    - Section 2 : Police des cultes (articles 40 à 47)
- Titre 3 : Dispositions diverses (article 48)
- Titre 4 : Dispositions relatives à l'outre-mer (articles 49 à 51)
- Titre 5 : Dispositions transitoires et finales (articles 52 à 57)

### Amendements
Une commission spéciale de l’Assemblée nationale a terminé le 23 janvier 2021 l'examen des 51 articles du texte.
Un total de 1 878 amendements ont été proposés pour ce projet de loi. 169 amendements ont été adoptés et 286 ont été rejetés.

#### Amendements rejetés
Parmi les amendements rejetés, la commission a notamment jugé irrecevables les amendements déposés par les députés LREM Aurore Bergé et Jean-Baptiste Moreau visant à interdire le port du voile pour les jeunes filles. La commission a également rejeté le 21 janvier un amendement déposé par 17 parlementaires demandant au gouvernement de produire dans un délai de six mois à compter de la promulgation de la loi un rapport visant à « évaluer la faisabilité et les conséquences de la levée de l’anonymat » sur les réseaux sociaux,.
Le député de la majorité M'jid El Guerrab propose un amendement qui permettrait à la justice de contraindre les chaînes de télévision à diffuser un avertissement en cas d'intervention à l'écran d'un collaborateur condamné pour incitation à la haine. Le ministre de la Justice, Éric Dupond-Moretti, déclare que le gouvernement y est défavorable. Surnommée « amendement Zemmour », du nom de l'essayiste et polémiste Éric Zemmour déjà condamné de la sorte, la proposition est soutenue par des membres de l'opposition de gauche comme Boris Vallaud du PS, Sébastien Jumel du PCF ou Éric Coquerel de la FI. Dans l'opposition de droite, les députés LR Éric Ciotti et Guillaume Larrivé s'y opposent. Après des débats houleux, l'amendement est rejeté.

#### Amendements acceptés

##### Salariés du service public
Les députés ont adopté un amendement du député LR Xavier Breton précisant que les salariés d’un service public devaient s’abstenir « de manifester leurs opinions politiques ou religieuses ». Une obligation de formation à la laïcité pour les enseignants et les fonctionnaires a également été intégrée, tout comme l'obligation de désigner un référent laïcité dans toutes les administrations publiques.

##### Contrôle d'Internet
Des amendements ont été adoptés visant à combattre plus fermement la haine sur Internet et les réseaux sociaux, le cyberharcèlement, et la divulgation d'informations personnelles.

##### Instruction à domicile
Concernant l'instruction à domicile, la formulation initiale prévoyait qu'elle n'était pas possible pour des « convictions politiques, philosophiques ou religieuses des personnes responsables de l’enfant ». Cette formulation a été remplacée par une interdiction de scolariser à domicile pour « d’autres raisons que l’intérêt supérieur de l’enfant ».
L'Assemblée nationale a validé un nouveau régime plus contraignant pour l'instruction en famille, la soumettant à une autorisation préalable de l'État, en lieu et place de la simple déclaration actuelle.
Des contrôles seront réalisés au cours de l'année 2021-2022 dans les familles pratiquant déjà l'instruction en famille, pour s'assurer que « ce mode d'instruction ne sert pas à des pratiques séparatistes » et autoriser sa poursuite pour les deux années suivantes. Le texte prévoit que l'autorisation de l'instruction en famille ne pourra être accordée que pour raison de santé, handicap, pratique artistique ou sportive, itinérance de la famille, éloignement d'un établissement, ainsi qu'en cas de « situation propre à l'enfant motivant le projet éducatif ».

##### Établissements scolaires hors contrat
Pour les établissements hors contrat, un amendement de François Pupponi, adopté contre l’avis du gouvernement, les oblige à déclarer préalablement au préfet chaque embauche d’enseignant pour vérifier qu'il ne figure pas dans un fichier lié à la radicalisation

#### Amendements à discuter
Le 28 janvier 2021, la députée Paula Forteza a par ailleurs présenté un amendement visant à exclure du projet de loi les plateformes qui « opèrent à titre non lucratif » comme Wikipédia. Le texte, rédigé en collaboration avec Wikimedia France, précise que « Quand la modération est citoyenne, humaine et bénévole, il est impossible de la réguler de la même façon qu’une modération industrielle, reposant sur des centaines de salariés s’appuyant massivement sur l’algorithmie. En ciblant les opérateurs de plateforme uniquement à partir de leur fréquentation, il existe donc un risque, réel, de casser le modèle pourtant vertueux de la régulation citoyenne ». Cet amendement sera à discuter,.[Quoi ?]

### Vote du projet de loi

#### Examen en première lecture par l'Assemblée nationale
| Groupe | Groupe                                                      | Pour | Contre | Abstention | Votants/Total |
| ------ | ----------------------------------------------------------- | ---- | ------ | ---------- | ------------- |
|        | Groupe Gauche démocrate et républicaine (GDR)               | 1    | 7      | 8          | 16/16         |
|        | Groupe La France insoumise (LFI)                            | 0    | 17     | 0          | 17/17         |
|        | Groupe socialistes et apparentés (SOC)                      | 0    | 1      | 28         | 29/29         |
|        | Groupe Libertés et territoires (LT)                         | 2    | 12     | 2          | 16/17         |
|        | Groupe La République en marche (LREM)                       | 252  | 1      | 10         | 263/269       |
|        | Groupe Mouvement démocrate et démocrates apparentés (MoDem) | 58   | 0      | 0          | 58/58         |
|        | Groupe Agir ensemble (AE)                                   | 19   | 0      | 1          | 20/21         |
|        | Groupe UDI et indépendants (UDI)                            | 14   | 2      | 3          | 19/19         |
|        | Groupe Les Républicains (LR)                                | 0    | 97     | 5          | 102/105       |
|        |                                                             |      |        |            |               |
|        | Non-inscrits (NI)                                           | 1    | 14     | 8          | 23/24         |
|        |                                                             |      |        |            |               |
| Total  | Total                                                       | 347  | 151    | 65         | 563/575       |

#### Examen en première lecture par le Sénat
| Groupe | Groupe                                                                    | Pour | Contre | Abstention | Votants/Total |
| ------ | ------------------------------------------------------------------------- | ---- | ------ | ---------- | ------------- |
|        | Groupe communiste républicain citoyen et écologiste (CRCE)                | 0    | 15     | 0          | 15/15         |
|        | Groupe écologiste – solidarité et territoires (EST)                       | 0    | 12     | 0          | 12/12         |
|        | Groupe socialiste, écologiste et républicain (SER)                        | 0    | 65     | 0          | 65/65         |
|        | Groupe du Rassemblement démocratique et social européen (RDSE)            | 3    | 9      | 2          | 14/15         |
|        | Groupe Rassemblement des démocrates, progressistes et indépendants (RDPI) | 0    | 0      | 23         | 23/23         |
|        | Groupe Les Indépendants – République et territoires (LIRT)                | 13   | 0      | 0          | 13/13         |
|        | Groupe Union centriste (UC)                                               | 46   | 8      | 1          | 55/55         |
|        | Groupe Les Républicains (LR)                                              | 145  | 0      | 1          | 146/148       |
|        |                                                                           |      |        |            |               |
|        | Non-inscrits (RASNAG)                                                     | 1    | 0      | 0          | 1/2           |
|        |                                                                           |      |        |            |               |
| Total  | Total                                                                     | 208  | 109    | 27         | 344/348       |

#### Examen en seconde lecture par l'Assemblée nationale
| Groupe | Groupe                                                      | Pour | Contre | Abstention | Votants/Total |
| ------ | ----------------------------------------------------------- | ---- | ------ | ---------- | ------------- |
|        | Groupe Gauche démocrate et républicaine (GDR)               | 0    | 2      | 0          | 2/16          |
|        | Groupe La France insoumise (LFI)                            | 0    | 6      | 0          | 6/17          |
|        | Groupe socialistes et apparentés (SOC)                      | 0    | 2      | 0          | 2/29          |
|        | Groupe Libertés et territoires (LT)                         | 0    | 0      | 2          | 2/17          |
|        | Groupe La République en marche (LREM)                       | 44   | 1      | 2          | 47/270        |
|        | Groupe Mouvement démocrate et démocrates apparentés (MoDem) | 4    | 0      | 0          | 4/58          |
|        | Groupe Agir ensemble (AE)                                   | 1    | 0      | 0          | 1/22          |
|        | Groupe UDI et indépendants (UDI)                            | 0    | 0      | 0          | 0/19          |
|        | Groupe Les Républicains (LR)                                | 0    | 5      | 0          | 5/105         |
|        |                                                             |      |        |            |               |
|        | Non-inscrits (NI)                                           | 3    | 0      | 1          | 4/22          |
|        |                                                             |      |        |            |               |
| Total  | Total                                                       | 49   | 19     | 5          | 73/575        |

### Saisine du Conseil constitutionnel
Le Conseil constitutionnel a été saisi par plus de soixante députés du groupe Les Républicains ainsi que ceux des groupes de gauche (SOC, LFI et GDR). Il l'a aussi été par plus de soixante sénateurs du groupe Les Républicains.
Dans sa décision en date du 13 août 2021, les Sages censurent le pouvoir de suspension d'une association faisant l'objet d'une procédure de dissolution, considérant que cela porte une atteinte non-nécessaire, inadaptée et disproportionnée à la liberté d'association en ce que ce pouvoir permet de suspendre les activités d'une association alors qu'il n'est pas encore établi qu'elles troublent gravement l'ordre public. Le refus ou le retrait d'un titre de séjour s'il est établi que l'étranger a manifesté un « rejet des principes de la République » est également censuré car cette notion n'est pas suffisamment précise et méconnaît ainsi les principes d'accessibilité et d'intelligibilité de la loi ; cette disposition est réintroduite en janvier 2023, puis à l'automne 2023 dans le projet de loi « Contrôler l’immigration et améliorer l’intégration ».
En revanche, le Conseil valide la mise en place d’un régime d’autorisation préalable du rectorat si une famille souhaite avoir recours à l’enseignement à domicile en posant une réserve d’interprétation pour encadrer le décret à venir, sous le contrôle du juge. En effet, les Sages ont estimé qu’il fallait définir le motif d'« existence d’une situation propre à l’enfant motivant le projet éducatif » de façon plus précise et ont souhaité prohiber les discriminations. Il valide aussi l'obligation faite à une association de souscrire un contrat d'engagement républicain lorsqu'elle sollicite une subvention publique en précisant que le retrait de la subvention ne saurait conduire à la restitution des sommes versées au titre d'une période antérieure au manquement au contrat d'engagement. Enfin, il juge conforme à la Constitution le délit de révélation et de diffusion d'informations pouvant exposer une personne à un risque direct (infraction créée en écho aux conditions de l'assassinat de Samuel Paty).

## Contenu

### Dispositions cultuelles
La loi institue un contrôle des financements des lieux de cultes par des puissances étrangères. Les associations cultuelles, aussi appelées associations loi de 1905, doivent obligatoirement déclarer tout don venant de l'étranger au-dessus d'un certain seuil (fixé au moins à 10 000 euros)[source secondaire souhaitée], et toute cession d'un lieu de culte à un Etat étranger[réf. souhaitée].
En contrepartie, pour leur donner plus d'autonomie financière, les associations cultuelles peuvent désormais détenir et exploiter des immeubles acquis par legs ou dons[réf. souhaitée].
Les associations mixtes (associations loi de 1901 qui gèrent un lieu de culte) voient leurs obligations, notamment administratives et comptables, alignées sur celles des associations cultuelles[source secondaire souhaitée].
La tenue de réunions politiques dans des lieux de culte est plus sévèrement sanctionnée. L’organisation d’opérations de vote pour des élections françaises ou des élections étrangères est clairement prohibée[source secondaire souhaitée].

### Dispositions éducatives
La scolarisation des enfants dans une école devient obligatoire et l'école à la maison est soumise à autorisation préalable, et non plus à une simple déclaration.

### Autres dispositions
La loi institue un délit de mise en danger de la vie d'autrui par diffusion d'informations sur la vie privée[source secondaire souhaitée].

## Réactions

### Sur les dispositions cultuelles de la loi
Les responsables de culte en France ont des réactions divisées.
Pour Mohammed Moussaoui, président du Conseil français du culte musulman « il y aura plus de rigueur dans la gestion des associations, ce sera plus contraignant, mais finalement ce sera bénéfique et il y aura moins de suspicion vis-à-vis des dons ».
Pour François Clavairoly, président de la Fédération protestante de France, « ce projet va avoir en effet des dégâts collatéraux sur les autres cultes, en particulier les protestants »
Haïm Korsia, grand-rabbin de France, pense que c'est « un texte qui rappelle l’importance de porter les valeurs de la République partout, dans tous les espaces, y compris les espaces religieux », et qui donnera « des outils juridiques pour faire ce qu’on ne pouvait pas faire avant ».
Le porte-parole de la Conférence des évêques de France, Hugues de Woillemont, « comprend bien la volonté de l’État de combattre l’islamisme et le radicalisme », mais questionne les dispositions sur l’école hors contrat et à domicile, les motivations de parents de ne pas mettre leurs enfants à l’école pouvant être seulement pédagogiques, et non religieuses.
L'essayiste Hakim El Karoui, président de l’Association musulmane pour l’islam de France, estime que le projet de loi « va dans le bon sens », en ciblant le salafisme,.
La position d'Emmanuel Macron est critiquée par les Frères musulmans (alors que même les mouvances « islamistes » les plus conservatrices sur le territoire français prônent plutôt des conceptions intégrationnistes que séparatistes). Recep Tayyip Erdoğan dénonce un «coup de guillotine» pour la démocratie.
Jean-Luc Mélenchon dénonce une "loi de stigmatisation des musulmans".
Selon l'historien et sociologue Jean Baubérot, spécialiste de la laïcité : « Si certaines mesures semblent aller dans le bon sens comme l’encadrement des flux financiers provenant de l’étranger, la plupart remettent en cause des libertés fondamentales en démocratie et risquent d’être largement contre-productives. »
Le 14 février 2021, environ 200 personnes se rassemblent place du Trocadéro, à Paris, en réponse à l'appel de l'Union des démocrates musulmans français, des Indigènes de la République et de l'Union juive française pour la paix. Ils dénoncent un projet de loi « anti-musulman ».
Le 20 avril 2021, Momodou Malcolm Jallow, le rapporteur général de l’organisation sur la lutte contre le racisme et l’intolérance à l'Assemblée parlementaire du Conseil de l'Europe, publie un communiqué officiel pour critiquer le projet de loi. Il fustige notamment le caractère discriminant du projet de loi, dénonçant une stigmatisation des musulmans et une augmentation de la suspicion à leur égard, ainsi qu'un lien établi de manière indirecte entre ces populations et le terrorisme. Il dénonce l'aggravation de la marginalisation des femmes musulmanes, ainsi que l'augmentation d'un climat de haine, d'intolérance et de violence envers les musulmans. Il appelle également les parlementaires français à protéger les droits de l'homme et les libertés fondamentales.
Le 12 mai 2021, le président turc Recep Tayyip Erdoğan critique vivement cette loi lors d'un discours à Ankara. Selon lui, « L'adoption de cette loi qui est ouvertement en contradiction avec les droits de l'homme, la liberté de religion et les valeurs européennes sera un coup de guillotine infligé à la démocratie française », et lui a aussi reproché de « mettre les ONG sous pression » et de « forcer les jeunes à choisir entre leurs croyances et leur éducation ».
Le Collectif contre l'Islamophobie en Europe (CCIE) a dénoncé un « traitement exclusiviste et discriminatoire » à l'endroit des musulmans ainsi qu'une « grave violation de la loi de 1905 sur la séparation des églises et de l’État »[source secondaire souhaitée].

### Sur les dispositions éducatives de la loi
Les dispositions interdisant, ou réduisant, l'éducation en famille ont fait l'objet de critiques de la part d'associations et notamment de Créer son école, mais également du mouvement Colibris ou encore de la pédagogie Montessori.
Différentes manifestations ont également eu lieu.

### Sur le contrat d’engagement républicain
Le 31 décembre 2021, un décret est pris pour l'application du contrat d'engagement républicain des associations et fondations bénéficiant de subventions publiques ou d'un agrément de l’État,.
Le 1er mars 2022, 25 associations, dont Greenpeace, Sherpa et Transparency International, déposent un recours devant le Conseil d’État contre ce décret. Elles dénoncent le risque d’atteintes aux libertés associatives et rappellent par ailleurs dans leur communiqué que certaines actions associatives, comme celles de désobéissance civile, un « moyen historique » de mobilisation, sont de fait contradictoires avec l’exigence du contrat d’engagement républicain.
Un premier cas concret intervient en septembre 2022 quand le préfet de la Vienne Jean-Marie Girier invoque le contrat d'engagement républicain pour demander le retrait de subventions attribuées au groupe de Poitiers du mouvement Alternatiba, au motif qu'il organise une formation à la désobéissance civile non-violente. En réponse, la maire de Poitiers Léonore Moncond'huy ainsi que la présidente de Grand Poitiers Florence Jardin réaffirment leur soutien à l'association.

## Déféré laïcité
La loi « confortant le respect des principes de la République » introduit la possibilité pour les préfets de demander la suspension de l’exécution d’un acte d’une collectivité qui porterait gravement atteinte « aux principes de laïcité et de neutralité des services publics ». Après une saisine du préfet, il revient au juge de décider de suspendre ou non la décision mise en cause.
Une des premières activations de cette procédure est effectuée par le préfet de l'Isère après que le conseil municipal de Grenoble a modifié le règlement intérieur des piscines communales, autorisant de facto des maillots couvrants tel le burkini (en l'espèce, le Conseil d'État a confirmé dans sa décision en référé n° 2203163 du 25 mai 2022 la suspension du règlement litigieux ).

## Textes et références
1. 1 2  « Le projet de loi contre les séparatismes sera présenté « à la rentrée » et visera notamment « l'islam politique » annonce Marlène Schiappa », sur Franceinfo, 26 juillet 2020 (consulté le 26 juillet 2020).
2. ↑  Agence France-Presse, « Séparatismes : ce qu'il faut retenir des annonces de Macron », sur lepoint.fr, consulté le=2 octobre 2020 (consulté le 21 octobre 2020).
3. ↑  « Lutte contre les séparatismes : le verbatim intégral du discours d'Emmanuel Macron », sur lefigaro.fr, consulté le=2 octobre 2020 (consulté le 21 octobre 2020).
4. ↑  « Structurer l’islam, le délicat projet d’Emmanuel Macron », 20 Minutes (consulté le 26 décembre 2020)
5. ↑  (en) Abdessamad Belhaj, « Le difficile chemin vers « l’islam des Lumières » », sur The Conversation (consulté le 26 décembre 2020)
6. 1 2  « Séparatisme : les principaux axes du projet de loi dévoilés dans le détail par Darmanin », L'Express, 6 octobre 2020 (consulté le 21 octobre 2020).
7. ↑  Marie Piquemal, « Fin de l'éducation à domicile : peu d'élèves concernés, mais un vrai débat », Libération, 2 octobre 2020 (consulté le 26 décembre 2020)
8. ↑  Alain Auffray, « Macron bousculé dans son équilibre sur le «séparatisme islamiste» », sur Libération, consulté le=18 octobre 2020 (consulté le 21 octobre 2020).
9. ↑  Thibaut le Gal, « Attentat à Conflans : Emmanuel Macron pressé d’intensifier la lutte contre l’islam radical », 20 Minutes, consulté le=19 octobre 2020 (consulté le 21 octobre 2020).
10. ↑  « Loi « sécurité globale » : la majorité recule, Emmanuel Macron recadre Gérald Darmanin », Le Monde,‎ 1er décembre 2020 (lire en ligne, consulté le 1er décembre 2020)
11. ↑  Tribune, « Loi séparatisme : une grave atteinte aux libertés associatives », sur Libération, 21 janvier 2021
12. ↑  « Ce que contient le projet de loi contre le « séparatisme » examiné par l’Assemblée », Le Monde,‎ 1er février 2021 (lire en ligne, consulté le 13 février 2021)
13. ↑  « Projet de loi « séparatismes » : le Conseil d’Etat donne son feu vert malgré quelques réserves », Le Monde.fr,‎ 7 décembre 2020 (lire en ligne, consulté le 10 décembre 2020)
14. ↑  « Présentation du projet de loi confortant les principes républicains », sur Gouvernement.fr (consulté le 10 décembre 2020)
15. ↑  Olivier Faye, Nicolas Chapuis et Alexandre Lemarié, « Jean Castex : « L’ennemi de la République, c’est une idéologie politique qui s’appelle l’islamisme radical » », Le Monde,‎ 9 décembre 2020 (lire en ligne , consulté le 10 décembre 2020)
16. ↑  Mattea Battaglia et Cécile Chambraud, « Les articles du projet de loi sur les « principes républicains » qui feront débat », Le Monde,‎ 8 décembre 2020 (lire en ligne , consulté le 14 décembre 2020)
17. ↑  « Le projet de loi contre le « séparatisme » adopté en première lecture à l’Assemblée nationale », Le Monde,‎ 16 février 2021 (lire en ligne, consulté le 19 février 2021)
18. ↑  « Proposition de loi « séparatisme » : le Sénat vote en première lecture un texte nettement durci », Le Monde,‎ 12 avril 2021 (lire en ligne, consulté le 17 février 2025)
19. ↑  « Politique. Que contient la loi contre le séparatisme, qui va être adoptée ce vendredi ? », sur www.leprogres.fr (consulté le 24 juillet 2021)
20. ↑  « Le Parlement adopte définitivement le projet de loi contre le séparatisme », sur LEFIGARO (consulté le 25 juillet 2021).
21. ↑  JANUEL Pierre, « Projet de loi séparatisme : le texte de l’avant-projet de loi », sur dalloz-actualite.fr, 18 novembre 2020 (consulté le 24 novembre 2020)
22. ↑  « Projet de loi confortant les principes républicains », sur dalloz-actualite.fr, 18 novembre 2020 (consulté le 24 novembre 2020)
23. 1 2 3 4 5  Cécile Chambraud et Mariama Darame, « Projet de loi « séparatisme » : les principaux amendements adoptés en commission », Le Monde,‎ 25 janvier 2021 (lire en ligne , consulté le 1er février 2021)
24. 1 2  « Projet de loi séparatisme : polémiques à l’Assemblée nationale sur des amendements », Ouest-France, 19 janvier 2021 (consulté le 17 février 2025)
25. ↑  « Loi contre le séparatisme : les amendements contre le voile pour les fillettes irrecevables », sur Les Echos, 17 janvier 2021
26. ↑  Julien Lausson, « Des députés demandent d’envisager la levée de l’anonymat sur les réseaux sociaux », sur Numerama, 18 janvier 2021 (consulté le 17 février 2025)
27. ↑  « Amendement n°373 », sur assemblee-nationale.fr, 13 janvier 2021
28. ↑  M. L., « Loi séparatisme : l'histoire derrière l'"amendement anti-Zemmour" » , L'Express, 11 février 2021 (consulté le 17 février 2025).
29. 1 2  « Instruction en famille : le principe d’autorisation préalable finalement validé par l'Assemblée », sur Banque des Territoires, 2 décembre 2021 (consulté le 13 août 2021)
30. ↑  Thierry Noisette, « Libre et open source: dons d’un libriste à des néonazis, amendement pro-Wikipédia, CNIL », sur ZDNet, 31 janvier 2021
31. ↑  « Amendement n°1139 », sur assemblee-nationale.fr, 28 janvier 2021
32. ↑  Dinah Cohen, FIG Data et Loris Boichot, « Votre député a-t-il voté la controversée loi «séparatisme», largement adoptée par l'Assemblée ? », Le Figaro, 16 février 2021 (consulté le 9 mai 2022)
33. ↑  « Scrutin n° 112 - séance du 12 avril 2021 », Sénat, 12 avril 2021 (consulté le 10 mai 2022)
34. ↑  « Analyse du scrutin n° 3945 - Première séance du 23/07/2021 - Assemblée nationale », Assemblée nationale, 23 juillet 2021 (consulté le 10 mai 2022)
35. ↑  « Décision n° 2021-823 DC du 13 août 2021 | Conseil constitutionnel », sur www.conseil-constitutionnel.fr (consulté le 13 août 2021)
36. 1 2 3  La rédaction de Mediapart et Agence France-Presse, « Séparatisme : le Conseil constitutionnel valide l’essentiel du projet de loi », sur Mediapart, 13 août 2021 (consulté le 13 août 2021)
37. ↑  « Ce que contient le projet de loi immigration, présenté en conseil des ministres », Le Monde.fr,‎ 1er février 2023 (lire en ligne, consulté le 1er février 2023)
38. ↑  Camille Polloni, « Projet de loi immigration : des titres de séjour suspendus aux « principes de la République » », Mediapart,‎ 12 août 2022 (lire en ligne, consulté le 2 février 2023)
39. ↑  « Loi sur l’immigration : pourquoi les mesures annoncées sur le retrait des titres de séjour sont contestables du point de vue du droit », Le Monde,‎ 20 octobre 2023 (lire en ligne, consulté le 7 novembre 2023)
40. ↑  « Le Conseil constitutionnel s’est prononcé sur la loi séparatisme », Public Sénat, 13 août 2021 (consulté le 10 mai 2022)
41. ↑  Articles 74 et 77
42. ↑  Article 73
43. ↑  Articles 74 et 84
44. ↑  (en-US) Beatrice Mabilon-Bonfils, « École à la maison : les familles face à de nouvelles règles », sur The Conversation, 7 novembre 2022 (consulté le 27 janvier 2024)
45. ↑  Article 49
46. ↑  Article 36
47. 1 2 3 4  « Projet de loi contre le séparatisme en France : qu’en pensent les responsables de culte ? », sur SudOuest.fr (consulté le 26 décembre 2020)
48. ↑  « El Karoui : "Le salafisme est une idéologie, et une idéologie, on la combat" », sur LExpress.fr, 2 octobre 2020 (consulté le 14 décembre 2020)
49. ↑  « « La loi “anti-séparatisme” est un atout pour les élus locaux »Hakim El Karoui, politologue », sur La Gazette des Communes (consulté le 14 décembre 2020)
50. ↑  Atmane Tazaghart, « Loi contre le séparatisme islamiste : le Guide suprême des Frères musulmans défie Emmanuel Macron », sur Marianne.net, 2020
51. ↑  Vincent Geisser, « Un séparatisme « venu d’en haut »: Rhétorique identitaire pour élites en mal de légitimité populaire », Migrations Société, vol. N° 183, no 1,‎ 7 avril 2021, p. 3–15 (ISSN 0995-7367, DOI 10.3917/migra.183.0003, lire en ligne, consulté le 15 décembre 2023)
52. 1 2  « Pour Erdogan, le projet de loi contre le séparatisme est un «coup de guillotine» pour la démocratie », sur LEFIGARO (consulté le 13 août 2021)
53. ↑  05/02/2021, « Eric Dupond-Moretti dénonce les propos "scandaleux" de Jean-Luc Mélenchon, qui parle d'une "loi de stigmatisation des musulmans" », sur France TV, 5 février 2021
54. ↑  « « Le gouvernement affirme renforcer la laïcité, alors qu’il porte atteinte à la séparation des religions et de l’Etat » », Le Monde.fr,‎ 14 décembre 2020 (lire en ligne, consulté le 14 décembre 2020)
55. ↑  « Séparatisme : manifestation à Paris contre les «discriminations anti-musulmanes» », sur lefigaro.fr, 14 février 2021.
56. ↑  (en) Momodou Malcolm Jallow, « Le projet de loi «anti-séparatisme» de la France risque de saper les valeurs fondamentales qu’il vise à protéger, déclare le rapporteur général », sur pace.coe.int, 20 avril 2021 (consulté le 23 avril 2021)
57. ↑  Chez Pol, « La France étrillée en Europe pour la loi séparatisme », sur Libération (consulté le 23 avril 2021)
58. ↑  « Lettre ouverte à Emmanuel MACRON, Président de la République Française : stop à l’institutionnalisation de l’islamophobie ! », sur CCIE, 18 mars 2022 (consulté le 16 février 2023)
59. ↑  Anne Fornerod, « Le droit à l’instruction dans la loi confortant le respect des principes de la République : hors de l’École républicaine, point de salut ? », Revue du droit des religions, no 13,‎ 17 mai 2022, p. 115–130 (ISSN 2493-8637, DOI 10.4000/rdr.1789, lire en ligne , consulté le 17 octobre 2024)
60. ↑  Par Christel Brigaudeau Le 9 décembre 2020 à 06h45, « Ecole à la maison : comment son interdiction risque d’accoucher d’une usine à gaz », sur leparisien.fr, 9 décembre 2020 (consulté le 12 janvier 2021)
61. ↑  « Instruction à domicile : "Il y a un recul évident du gouvernement, pour l'instant, on n'a pas de victoire", temporise Anne Coffinier, fondatrice d’Educ France », sur Franceinfo, 9 décembre 2020 (consulté le 12 janvier 2021).
62. ↑  Vincent Geny, « Scolarisation obligatoire : ces associations qui veulent faire plier Macron », sur Marianne, 2020-12-08utc16:20:24+0000 (consulté le 12 janvier 2021)
63. ↑  Par Christel Brigaudeau Le 3 décembre 2020 à 21h16, « Craignant la fin de l’école à la maison, les familles préparent la riposte », sur leparisien.fr, 3 décembre 2020 (consulté le 12 janvier 2021)
64. ↑  Décret no 2021-1947 du 31 décembre 2021.
65. ↑  Elsa Forey, « Le contrat d’engagement républicain : quels changements pour les associations ? », Revue du droit des religions, no 13,‎ 17 mai 2022, p. 41–57 (ISSN 2493-8637, DOI 10.4000/rdr.1759, lire en ligne , consulté le 17 octobre 2024)
66. ↑  « Vingt-cinq associations déposent un recours devant le Conseil d’État contre la loi « séparatisme » », Libération, 3 mars 2022 (consulté le 5 mai 2022).
67. ↑  « Atelier de désobéissance civile à Poitiers : le préfet demande le retrait des subventions », sur lanouvellerepublique.fr, 14 septembre 2022 (consulté le 19 septembre 2022).
68. ↑  « La maire de Poitiers dénonce "une conception de la République qui s'effrite" », sur lanouvellerepublique.fr, 16 septembre 2022 (consulté le 19 septembre 2022).
69. ↑  Ronan Tésorière, « Grenoble : Gérald Darmanin demande au préfet de suspendre l’autorisation du port du burkini dans les piscines », sur leparisien.fr, 17 mai 2022 (consulté le 18 mai 2022).
70. ↑  Conseil d'État, « Le Conseil d’État confirme la suspension du règlement intérieur des piscines de la ville de Grenoble autorisant le port du « burkini » », sur Conseil d'État (consulté le 21 juin 2022)